# Cătălin Preda
Cătălin-Petru Preda (n. 29 iunie 1991, București, România) este un săritor român specializat în săriturile de la mare înălțime. El a fost primul bărbat care a câștigat o medalie de argint într-o probă de sărituri în înălțime la un Campionat European LEN, câștigând medalia de argint la 27 de metri înălțime la Campionatele Europene de Natație din 2022. Anterior, a fost jurat în cadrul emisiunii de televiziune de tip reality show Splash! Vedete la apă.